# デジタル-アナログ変換回路

単純化した8ビットDACの機能図

デジタル-アナログ変換回路（デジタル-アナログへんかんかいろ、D/A変換回路、英: digital to analog converter）は、デジタル電気信号をアナログ電気信号に変換する電子回路である。D/Aコンバーター（DAC（ダック））とも呼ばれる。
また、デジタル-アナログ変換（デジタル-アナログへんかん、D/A変換）は、デジタル信号をアナログ信号に変換することをいう。 
逆はアナログ-デジタル変換回路である。集積回路化されている。下述のR2Rラダー方式のオーディオ用DACとしてディスクリート回路で構成されたものもある。

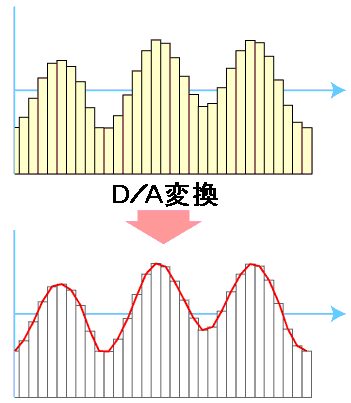
デジタル-アナログ変換回路
上：離散値であるデジタル信号
下：復元された連続量を持つアナログ信号

| 名称             | サンプリングレート(Hz)          | 分解能(bit) | 特徴               | 用途                         |
| ---------------- | ------------------------------- | ----------- | ------------------ | ---------------------------- |
| 抵抗ラダー型     | 10M～DC                         | 12～6       | 小面積、低消費電力 | サーボ、電子制御、オーディオ |
| 抵抗ストリング型 | 1M～DC                          | 12～6       | 小面積、低消費電力 | 電子ボリューム、電子制御     |
| 電流出力型       | 1GHz～DC                        | 14～8       | 高速標本化         | 映像信号処理、通信           |
| デルタシグマ型   | 10M～100K(オーバーサンプリング) | 24～18      | 高分解能           | 音声信号処理、オーディオ     |

## 原理

３レベルのパルス幅変調出力（青）と、それを積分するという「ローパスフィルタ」に通した時の出力（赤）。フィルタ特性による位相の遅れが見られる。

### パルス幅変調型
2進数データをパルス幅変調データに変換し、その出力をローパスフィルタに通してパルス周波数による高周波成分を除去する。
パワートランジスタによるスイッチングの直後にLCローパスフィルタを挿入すると、リニアアンプ無しに低損失大出力DA変換を実現でき、そのままスピーカーやモーターを直結できる（D級アンプ、チョッパ制御）。

### デルタシグマ型
デジタル入力を時間方向に補完してサンプリング周波数を数十倍にする（オーバーサンプリング）。この出力をデルタ・シグマ・モジュレータを通すことで低ビットのオーバーサンプリングデータにする。デルタ・シグマ・モジュレータの目的はAD変換の場合と同じだが、高ビットのデジタル入力を、デジタル処理によって低ビットの「ディザ化」されたデジタル出力にする。1bit出力であればパルス幅変調と似た出力になるが、デルタ・シグマ・モジュレータにより、より良いパルス波形になる。
この低ビット出力をDA変換し（1bitの場合は出力電力が足りればそのままでもよい）、パルス幅変調型と同様にローパスフィルタに通すことで折り返し雑音（エイリアス）成分や量子化誤差成分を除去して、アナログ出力とする。

### 抵抗ストリング型
{\displaystyle n} bitの場合は、{\displaystyle 2^{n}}個の抵抗を直列に接続して基準電圧を分圧する事で、対応する電圧{\displaystyle 2^{n}}個を全て得られる。この中から、デジタル入力に対応する電圧点をアナログスイッチで接続して出力する。
２点間の抵抗値をそのまま用いれば、デジタルポテンショメータとして用いる事もできる。

### 抵抗ラダー型

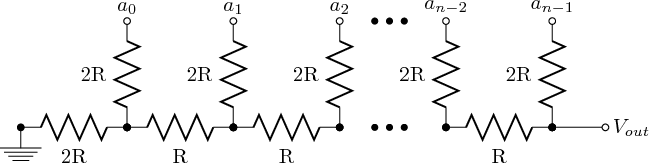
n-bit R–2R 抵抗ラダー型

オペアンプによる演算機能を用い、抵抗のオンオフや電圧印加から目的の電圧を得る。
R-2Rラダー型抵抗回路（2種類の抵抗を組み合わせた回路）によるものが有名である。

### 容量アレイ型
ビットに応じて重み付けをしたコンデンサを充電し、全体の電圧を測定する。

### 電流出力型
重み抵抗型とも言う。
スイッチを介してビットに応じて重み付けした抵抗を、並列接続する。ここに電圧をかけると、総電流量はスイッチでオンした抵抗に流れる電流の総和となり、結果として2進数値に比例する電流が流れる。ビット数だけの抵抗とスイッチが基本構成であり、高速化が容易である。
通常は電流出力を電圧に変換して利用する。ここで変換係数を自由に設定出来る変換回路を使用すると、出力＝（自由に設定出来る離散化単位電圧）×（デジタル入力）という、全体としてはアナログとデジタルの乗算を実現する回路になる。

## RAMDAC
特にIBM PC/AT互換機に使用するビデオカードにおいて用いられる、映像信号処理用DACをRAMDACと呼ぶ。Color Lookup Translation(CLUT)を行う為の792バイトのメモリを持ち、インデクスカラー256色を最大1680万色のいずれかに変換する(パレット変換)機能を持つ。インデクスカラーによる表示は主にゲームに使われたが、WindowsとDirectXの普及により使われなくなった。しかし、CLUTの機能は表示のブライトネス・コントラスト・γ補正に技術的に転用が容易であった事から、現在の市販されているビデオカードはCLUTに加え各チャンネルごとの発色特性を補正できるRAMDACを搭載している。2011年現在市販されているビデオカードではRAMDACはGraphics Processing Unitに吸収内包され、単体パッケージとしてビデオカード上に見ることはできない。また映像信号のデジタル化により、アナログ出力を持たない製品もある。これらの製品ではRAMはGPUが担当し、DACをディスプレイ側で分担する。従来のRGB8フォーマットからISO YCbCr出力（デジタル放送）の表示に対応する場合ディスプレイがRAMも搭載する事もある。またSMPTE/VESA RGB10・RGB16フォーマットの普及により、搭載メモリの容量は大きくなっている。DAC本質であるレイテンシを削減する為に、NVidiaはG-Syncという新技術を開発した。

## オーディオ機器のDAC
CDプレーヤーやSACDプレーヤー、PC等のデジタル機器内部でDA変換を行うと、その回路自体から発生したノイズが出力音声に乗りやすいこと、また音質に拘った回路を搭載するだけのスペースがない場合があるため、変換を別体のコンポーネントに担当させる場合がある。この機器をその機能からDAC、外部DACと通称する。機器からDACへの信号の転送にはUSBやS/PDIFが多く用いられる。高級機では信号のジッタ（時間軸のわずかな揺れ）の影響を排するためにIEEE 1394で接続したり、さらなる高精度を用いる場合にはS/PDIF同軸ケーブルで接続された機器同士で、クロックを同期させる機構を併用したり外部クロックジェネレータを利用する場合もある。なお、内部のDACを用いずに専らデジタルデータの送出のみに利用されるプレーヤーはトランスポートと呼ばれる。

高品位な再生を目指し、オーディオシステムの技術開発はサンプリングレートを高く、ビット数を高く、アナログ段を短くするように進められている。
2010年以降は1個当たりのコストが安く、消費電力が低く、マルチビット型よりも変換誤差が少ないため、普及価格帯の製品に搭載されるDACはデルタシグマ型1bitDACがほぼ全てを占めている。

また、抵抗の熱雑音や不確定性原理による測定限界によりDACのS/N比の向上が限界に達している。
例えば、2000年前後から民生品においても普及し始めた24bitDACの場合、量子化ビット数から計算されるアナログ信号のS/N比は144dBとなるが、現実には最上位機種であっても120dB程度である。2023年現在、AK4499EXEQでは138dB(モノラルモード時)に到達し、また現在では32bitDACが登場し、市販品にも搭載されている。
その限界を乗り越えるために、N個のDACの出力信号を加算した場合、音声信号成分の振幅はN倍、ノイズ成分の振幅は√N倍となり、S/N比が改善される事に着目し、高級機ではマルチDACの構成を採用することがある。
ただし、S/N比は対数で定義されるため、DAC2個の出力の加算によるS/N比の改善は数dB程度であり、さらに加算する個数を増やしても1個毎のS/N比の改善幅は小さくなる。そのため、回路構成が複雑になり、実装面積が大きくなることを考慮すると、この手法の費用対効果は低くならざるを得ない（そのため、高価格で販売される高級機においてのみ採用される）。

アナログ信号は一旦ノイズの混入や周囲へのエネルギーの放射等により減衰すると二度と復元できないため、システム中のDACの位置を後段に移しアナログ段を短くするための研究も進められている。
その研究と技術開発の成果として、2010年代に入りデジタルスピーカーが実用化されている。こちらは入力されたデジタル信号をスピーカーのボイスコイルで音声に変換する。従って、デジタル信号をシステムの最終段で直接音声に変換することにより、アナログ信号が電気回路を通ることが無くなり、抵抗の熱雑音の問題を解決できる。また、スピーカーの伝達関数が判っていれば、DSPによる音声へのインパルス応答の畳み込みによりスピーカーの歪みまでもが補正可能となる。そのため、デジタルスピーカーでは入力されるデジタル信号を非常に高精度に音声に変換することができる。このシステムにおいて従来のICチップ型のDACは必要としない。

### マイルストーン
- 1984年にソニーがDAS-702ESを発売する。セットになるCDトランスポートはCDP-552ESDであった（これらはいわゆるESシリーズで、型番末尾のDはS/PDIFによるデジタル出力を備えることを意味する）。